# 東山駅 (南京市)
東山駅（とうざんえき）は、中華人民共和国江蘇省南京市江寧区竹山路と上元大街の交差点にある、南京地下鉄5号線の駅である。

## 駅名
四字熟語東山再起東晋の謝安がここにある東山に隠居したが、後にまた中央の要職に復帰したことの発生地であることから、
事業着手当初は南京地下鉄集団は「上元大街駅」の仮称を用いており、2019年11月28日に「上元大街駅」を駅名として第一次公示された 、2020年1月15日に駅名が「東山駅」に決定したことが発表され。 。

## 駅構造

### のりば
| 番線 | 路線            | 方面                                  | 行先            |
| ---- | --------------- | ------------------------------------- | --------------- |
|      | 南京地下鉄5号線 | 文靖路・神機営・静海寺 方面           | 方家営 行き     |
|      | 南京地下鉄5号線 | 新亭路・竹山路・誠信大道・東善橋 方面 | 江蘇軟件園 行き |

## 隣の駅
南京地下鉄
■5号線
文靖路駅 - 東山駅 - 新亭路駅